# Hontanares de Eresma
Hontanares de Eresma é um município da Espanha na província de Segóvia, comunidade autónoma de Castela e Leão, de área 6,13 km² com população de 671 habitantes (2006) e densidade populacional de 40,95 hab/km².

## Demografia
| Variação demográfica do município entre 1991 e 2004 | Variação demográfica do município entre 1991 e 2004 | Variação demográfica do município entre 1991 e 2004 | Variação demográfica do município entre 1991 e 2004 |
| --------------------------------------------------- | --------------------------------------------------- | --------------------------------------------------- | --------------------------------------------------- |
| 1991                                                | 1996                                                | 2001                                                | 2004                                                |
| 133                                                 | 158                                                 | 185                                                 | 249                                                 |